# Bézac
Bézac è un comune francese di 300 abitanti situato nel dipartimento dell'Ariège nella regione dell'Occitania. Il 1 gennaio 2023 ha incorporato il precedente comune di Saint-Amans.

## Società

### Evoluzione demografica
Abitanti censiti